# Gwendolyn Lizarraga
Gwendolyn Lizarraga, född 1901, död 1975, var en belizisk politiker.
Hon blev 1961 sitt lands första kvinnliga parlamentariker. 